# Burkholderia mallei
Burkholderia mallei (Pseudomonas mallei) — плеоморфна грам-негативна нерухома бактерія роду Burkholderia. Відкрита німецьким лікарем і мікробіологом Фрідріхом Леффлером в 1882 році. Ця бактерія — збудник сапу, патогенна для людини і тварин (коні, мули). Використовується як біологічна зброя, потенційний об'єкт біотероризму. Збудник віднесений до найвищої групи патогенності.

## Систематика
Збудник сапу був відкритий в 1882 році Фрідріхом Леффлером та формально описаний німецьким ботаніком і біологом Фрідріхом Зопфом в 1885 році під назвою Bacillus mallei. У 1966 році ця бактерія була перенесена до роду Pseudomonas на основі особливостей метаболізму та біохімічних властивостей. У 1973 році Норберто Паллероні зі співавторами за даними рРНК-ДНК гібридизації розділив рід Pseudomonas на 5 груп гомології, де Pseudomonas mallei була включена в групу II. У 1993 році група японських дослідників на основі даних аналізу 16S рРНК, порівняльної гібридизації геномів і складу жирних кислот клітинної мембрани виділили всі сім видів групи гомології II до окремого роду Burkholderia. B. mallei особливо близька до B. pseudomallei і B. thailandensis.

## Біологічні властивості

### Морфологія
Burkholderia mallei є прямою або злегка зігнутою паличкоподібною бактерією розмірами 2-5 × 0,5-0,8 мікрон. Не утворює капсул і спор, нерухома.

### Культуральні властивості
B. mallei — хемоорганогетеротроф, облігатний аероб. Росте на простих живильних середовищах, особливо з добавками гліцерину. На агаризованих живильних середовищах утворює плоскі гладкі слизисті сірі колонії, на агарі Мак-Конкі практично не росте або утворює блідо-рожеві колонії.

### Геном
Геном B. mallei володіє високою пластичністю за рахунок наявності великого числа IS-елементів, мікросателітів (SSR, понад 12000) і масивних геномних перебудов. Певну роль в еволюції B. mallei як патогенного для тварин і людини мікроорганізму зіграли втрати генів. Визначена нуклеотидна послідовність геномів кількох штамів B. mallei. Геном B. mallei штаму ATCC 23344 представлений двома хромосомами. Хромосома I є кільцевою дволанцюжковою молекулою ДНК розміром 3510148 пар основ і містить 3393 генів, з яких 2995 кодують білки. Хромосома II також є кільцевою дволанцюжковою молекулою ДНК розміром 2325379 пар основ і містить 2115 генів, з яких 2029 кодують білки. B. mallei штам NCTC 10229 також містить 2 кільцеві хромосоми розміром 3458208 і 2284095 пар основ і відповідно 3409 і 2215 генів, з яких 3333 на хромосомі I і 2177 на хромосомі II кодують білки.

## Патогенність
B. mallei патогенна для людини і ссавців, є збудником інфекції тварин та опортуністичної інфекції людини — сапа. При сапі в різноманітних тканинах ураженого організму утворюються специфічні гранулеми, пустули і абсцеси. B. mallei здатна синтезувати білки, що зв'язуються з актином. Значення для патогенезу має також здібність до синтезу позаклітинних полісахаридів та система секреції VI типу. B. mallei володіє резистентністю до деяких антибіотиків. Зважаючи на високу патогенність для людини і тварин, B. mallei використовувалася як біологічна зброя за часів громадянської війни в США, в Першій і Другій світових війнах, а також є потенційним агентом біотероризму. Відмічені також випадки внутрішньолабораторного заражения.